# 二十二根
二十二根，佛教術語，是二十二種根的合稱，它們都是有“增上”義的最勝法，在部派佛教的傳統理論中曾經有著首要的地位。

## 釋義
根是一個古印度哲學術語，在梨俱吠陀時代就已經出現。婆羅門教教派和沙門教派中都採用這個術語來成立自身學說，如《大毘婆沙論》記載：與佛陀同時代的耆那教施設一根，故於外物計有命想，有些教派施設二根；而勝論派施設五根，數論派設施十一根；還有教派施設百二十根，也有說這百二十根其實是百二十主
，“主”即“因陀羅”的意譯。在佛教中，同樣也利用對根這個術語來進行教理討論。部派佛教時期，以二十二根為討論中心
，其中以說一切有部對此最為重視。
根的字根來自因陀羅，本義是“威勢”，如契經說有三種威勢：世威勢、我威勢和法威勢，修行者因為“勿世人譏嫌”、“我不墮惡道”和“多聞法”的威勢，故而“不作惡業”；又如國王在國家中有威勢，自在天在欲界，梵天在千世界，佛因羅力而在三界都有威勢；因為二十二根都是有“威勢”者中的上者、增者，故此引申出主要含義“增上”。
“根”並非用來統攝一切法，所以很多法如部份色蘊法、想蘊、大部份心所、大部份心不相應行法、涅槃等並未立為根。《大毘婆沙論》稱“根”有八種含義：增上、明、現、憙觀、端嚴、最、勝、主。世親《俱舍論》認為，根有最勝、自在、光顯三個意思，總合來說，有增上之義。“二十二根”是有類似含義的法的類聚，並非先在理論上確立“根”的概念再細分為二十二種。二十二根中如“六根”和“信等五根”帶有“所依”的含義，故轉譯為其他語言時將這個術語翻譯成了“根”即“根本”或“根基”。被翻譯為“根”或“增上”的這個梵語詞是典型的有多種含義的術語，譯者選取的譯詞體現了他所認為的主要含義，在非此含義的場合可能會帶來解讀理解上的困惑。

## 歷史考證
說一切有部的阿毘達磨藏引用了兩段契經，記載釋迦牟尼對生聞梵志說法時，提出一切根可被概括為二十二根。但是現存契經，如漢傳《雜阿含經》、南傳《相應部》都沒有這段記載，提及二十二根的文獻，皆以阿毘達摩論藏為主。
現存漢傳《雜阿含經》中，沒有提到二十二根這個名詞，只有信等五根，及三無漏根，其餘諸根則未見討論。現存南傳《相應部》的根相應品中，以討論五根為主，與漢傳《雜阿含經》一致。《相應部》根相應中雖然沒有提到二十二根這個名詞，但是二十二根中的各種根都已經被討論到了。水野弘元認為，釋迦牟尼最初以日常用語、常識性的使用根這個術語來宣教，但並未學術性的體系化為二十二根。後世弟子整理其學說，加以經典化類集時，將所有與根有關的說法整理為二十二根。印順法師根據《相應部》與《瑜伽師地論·攝事分·契經事》，認為說一切有部《雜阿含經》中應該也有對二十二根中其他十四根個別探討，現存經典應該有缺失。
在南傳巴利小部論書《無礙解道》根論章節中，同樣以討論五根為主，順道提及三無漏根，其餘各根沒有論述；但是它已提到二十二根的名目。水野弘元認為，《無礙解道》早於巴利論藏七論，在《無礙解道》時代已經出現二十二根的說法，至部派佛教時期，二十二根已經成為一般性的共通學說。

## 解說
二十二根按《品類論》和《大毘婆沙論》排序為：眼根、耳根、鼻根、舌根、身根，女根，男根，命根，意根，樂根、苦根、喜根、憂根、捨根，信根、精進根、念根、定根、慧根，未知當知根、已知根、具知根。其中，樂、苦、喜、憂、捨可合稱五受根，亦列於六十二界中，信、精進、念、定、慧合稱五根。
《大毘婆沙論》記載了二十二根的施設及依據：
- 眼根，耳根，鼻、舌、身根：皆於四處增上，一、莊嚴自身，二、導養自身，三、為識等依，四、作不共事。[24]
- 意根：於二處增上，一、能續後有，二、自在隨轉。
  - 能續後有者，如說：「識若不託母胎，名色得成羯邏藍不？不也，世尊。」[25]
  - 自在隨轉者，如說：「世間心所引，亦為心所勞，心若於彼生，皆自在隨轉。」[26][27]
  - 有說：意根於染淨品增上，如說：「心雜染故，有情雜染，心清淨故，有情清淨。」
- 男、女二根：於二處增上，一、有情異，二、分別異。
  - 有情異者，由此二根，令諸有情，男女類別。分別異者，由此二根，形相、言音、乳房等別。謂：劫初時，無女男差別，於是處，少造色生，便有男女體類，狀貌、顯形、言音、衣著、飲食、受用差別。
  - 有說：此二於染淨品增上。[28]
- 命根：於二處增上，一、令說有根，二、令根不斷。
  - 命根若在，可說有根，及令諸根相續住故。
  - 有說：命根於四處勝，一、續眾同分，二、持眾同分，三、護養眾同分，四、令眾同分不斷。
- 五受根：於雜染品增上，以諸有情，由受勢力，四方追求。[29]
- 信等五根：於清淨品增上。
  - 如說：「信生能歸趣，越放逸流海，精進能除苦，慧能得清淨。」
又說：「我聖弟子，具信伊師迦，能捨不善，修習善法。」[30]
  - 又、佛告慶喜：「精進能得菩提。」
又說：「我聖弟子，具精進力，捨不善法，修習善法。」
  - 又說：「念能遍行，防護一切，我聖弟子，具念防護，捨不善法，修習善法。」
  - 又說：「定是正道，不定是邪道，定心得解脫，非不定心，定心能知諸蘊生滅。」
又說：「我聖弟子，具三定鬘，能離不善，修於善法。」
  - 又說：「慧為世間上，能順趣決擇，能正知諸法，能盡老死苦。」
又說：「一切法中，慧為最上。」
又說：「姊妹，我聖弟子，能以慧刀，斷諸結縛隨眠纏垢。」
又說：「我聖弟子，具慧垣牆，能障惡法，增長善法。」
- 未知當知根：於未見諦，而見諦增上。
- 已知根：於已見諦，除煩惱過增上。
- 具知根：於已除煩惱過，得現法樂住增上。[31]

赤銅鍱部《相應部》的「根相應」和《中阿含經·大拘絺羅經》中記載了眼等五根“所行境”各別並以意根為歸趣。眼等五根與意根合稱六根。分別論者依據論述“外異生品”的契經，據佛所說「若全無此信等五根，我說彼住外異生品。」稱信等五根唯是無漏，加上未知欲知根、知根、已知根共有八無漏根。說一切有部《品類論·辯千問品》稱信等五根或有漏或無漏，《大毘婆沙論》稱上述契經應解讀為「若全無此信等五根，我說名為斷善根者。」而未知當知根、已知根、具知根合稱為“三無漏根”。
上座部《法蘊論》引用了立二十二根的佛說契經，其中的“六根”定義為眼等六所依界，並合併入了對六內處的釋義。分別說部《舍利弗阿毘曇論》和說一切有部《品類論》都有對二十二根的阿毘達磨式論述，赤銅鍱部《小部·無礙解道》列出了二十二根的名目，但只論述了其中信等五根和三無漏根。

## 勝義根
《大毘婆沙論》記載了關於勝義根的三種說法：
|  | - 尊者寠沙筏摩作如是說：唯意一種，是勝義根，是內、是遍、有所緣故。…… - 尊者僧伽筏蘇作如是說：唯命等六，是勝義根，所謂：眼、耳、鼻、舌、身、命，有情本故。…… - 尊者妙音作如是說：命等八種，是勝義根，謂：眼、耳、鼻、舌、身、男、女、命，有情本故。…… |

此三說共同點是，稱五受根、信等五根和三無漏根分別與勝義根作雜染、作清淨、作清淨位。第一說立意根為勝義根，眼等五根和命根分別與勝義根作所依、作依，而男根女根以五事，或四事得以稱為根，四事為：生有情、生欲樂、制煩惱、為染依。第二說立眼等五根和命根為勝義根，意根與勝義根作種子，欲為欲界種子，欲從男根女根處而有。第三妙音說立眼等五根、命根和男根女根為勝義根，意根與勝義根作種子。
後世有論師在此類說法基礎上，稱六根即眼等五根和意根是生死流轉之所依，信等五根是解脫之所依，並將二十二根兩分，約生死流轉立六根、命根、男根、女根和五受根，約解脫而立信等五根和三無漏根。

## 實體
《大毘婆沙論》記載了關於二十二根中哪些有實體的三種說法：
|  | 問：此二十二根名有二十二，實體有幾？答： 對法者言：名二十二，實體十七，於中男、女、三無漏根，無別體故。問：何故男女根無別體耶？答：此二即是身根攝故。如說：「女根云何，謂身根少分；男根云何，謂身根少分。」問：何故三無漏根亦無別體？答：此三即是九根攝故。九謂意根，樂、喜、捨根，信等五根。…… 尊者法救作如是說：名二十二，實體十四，謂即前五（男、女、三無漏根）及命、捨、定無別實體故。…… 尊者覺天作如是說，名二十二，實體唯一，所謂意根。…… 如實義者，應如初說，名二十二，實體十七。 |

《品類論》稱眼等五根是眼識等五識身的所依淨色，意根是六識身。說一切有部按《品類論》將男根、女根併入身根，三無漏根無獨自實體，稱二十二根實體只有十七。《阿毘曇心論》在此基礎上結合極微學說形成了“極微聚”理論。經量部反對極微實有，《俱舍論》採納了極微聚學說。

## 增上緣
上座部以《雜阿含經·三〇六經》等所說：「眼、色緣生眼識，三事和合觸，觸俱生受、想、思。」為理論基礎。由於六識生起時，眼等六根起到了增上作用，故稱其為增上緣，如《法蘊論》：
|  | 云何眼界？謂如眼根。云何色界？謂如色處。云何眼識界？謂眼、色為緣，所生眼識。此中眼為增上，色為所緣。於眼所識色，諸了別、異了別、各別了別色，是名眼識界。餘五三界，隨其所應，廣說亦爾。 |

說一切有部《施設論》和《發智論》提出了四緣學說，重新定義增上緣為「除自性餘一切法」，如《識身論》：
|  | 有六識身，謂眼識、耳、鼻、舌、身、意識。 眼識有四緣：一因緣，二等無間緣，三所緣緣，四增上緣。何等因緣，謂此俱有相應法等。何等等無間緣，謂若從彼諸心、心法，平等無間，如是眼識已生正生。何等所緣緣，謂一切色。何等增上緣，謂除自性餘一切法。是名眼識所有四緣，謂因緣，等無間緣，所緣緣，增上緣。 如是眼識是誰因緣？謂此俱有相應法等。是誰等無間緣？謂從眼識平等無間，已生正生諸心、心法。是誰所緣緣？謂能緣此諸心、心法。是誰增上緣，謂除自性餘一切法。 如眼識，耳、鼻、舌、身、意識亦爾。 |

《大毘婆沙論》解釋了新學說，將「增上」的含義變更為「不障礙」：
|  | 問：若於一法具四緣者，應但一緣，云何立四？答：依作用立，不依物體，一物體中有四用故： - 謂一剎那心、心所法，引起次後剎那同類心、心所故，立為因緣。 - 即此開避次後剎那心、心所法，令得生故，立為等無間緣。 - 即此能為次後剎那心、心所法，所取境故，立為所緣緣。 - 即此不障礙次後剎那心、心所法，令得生故，立為增上緣。 此中因緣如種子法，等無間緣如開導法，所緣緣如任杖法，增上緣如不障法。如是等過去、現在，非最後心、心所法具四緣性，餘有為法有三緣性（等無間、所緣、增上），三無為法有二緣性（所緣、增上），皆依義說，不依物體，一物體中有多義故，如諸法中有能作。 |

並對契經只提及眼和色為緣做出了解釋：
|  | 問：眼識界云何？答：眼及色為緣，所生眼識，是名眼識界。問：眼識生時，除自性餘一切法皆作緣，何故但眼、色為緣？答： - 此中且說增勝緣故，謂若法是眼識所依、所緣者，此中說之眼是眼識所依，色是眼識所緣，是故偏說，餘法不爾。 - 復次、若法是眼識近增上緣者，此中說之眼及色，與眼識作近增上緣，勝眼識上生住異滅，是故偏說。 - 復次、若法是眼識不共勝緣者，此中說之眼及色，與眼識作不共勝緣，勝眼識生住異滅，是故偏說。 |